# Eparquía de Poti y Jobi
La eparquía de Poti y Jobi (en georgiano: ფოთისა და ხობის ეპარქია) es una eparquía (diócesis) de la iglesia ortodoxa georgiana con sede en Poti, Georgia. Tiene jurisdicción sobre los municipios georgianos de Poti y Jobi.
El departamento y la residencia del metropolitano se encuentran en la catedral de Poti y en el monasterio de Jobi.

## Historia
En 1995, el Santo Sínodo de la iglesia ortodoxa de Georgia separó dos nuevas eparquías de Chkondidi: Zugdidi y Tsaishi, así como la eparquía de Poti. El 24 de marzo de 1996, el obispo Grígol Berbichashvili fue nombrado obispo de la eparquía de Poti. El 17 de octubre de 2002, por decisión del Santo Sínodo, la eparquía pasó a llamarse Poti y Senaki. El 18 de agosto de 2003 se formó una nueva eparquía de Senaki y Chjorotsku en el territorio del municipio de Senaki, y parte del municipio de Chjorotsku se dio a la eparquía de Zugdidi y Tsaishi. El resto de la diócesis con sede en Poti pasó a llamarse eparquía de Poti y Jobi.

## Arzobispos metropolitanos
| Imagen | Nombre                | Periodo             |
| ------ | --------------------- | ------------------- |
|        | Grígol Berbichashvili | 24 de marzo de 1996 |